# Larentia fumosata
Larentia fumosata là một loài bướm đêm trong họ Geometridae.